# 소련 공군

소련 공군 깃발

소련 공군(러시아어: Военно-воздушные силы, Вое́нно-возду́шные си́лы СССР (ВВС СССР) (도움말·정보))은 소련군의 군대 유형 가운데 하나로, 소련의 주력 공군이었다. 1918년에 붉은 군대와 함께 창설되었으며, 1918년부터 1924년까지 노농 적공 항공대(Рабоче-крестьянский Красный воздушный флот), 1924년부터 1946년까지 붉은 군대 공군, 1946년부터 1991년까지 소비에트 연방 공군 (소련 공군)이라는 이름을 사용하였다. 제2차 세계 대전을 거치면서 소련의 주요전력으로 성장했으며, 소련 공군의 일부 병력은 한국 전쟁에도 참전하였다.
소련 공군의 주요 임무는 지상군 (소련 육군)과 해군 (소련 해군)의 항공 엄호, 적 목표물과 부대 (군) 직접 파괴, 특수 작전 참여, 공중 패권 확보에서 결정적인 역할을 하는 것이었다. 소련 공군 구조의 기초는 장거리 항공, 군수송 항공, 전술공군이었으며, 소련 공군의 일부 부대는 핵무기 사용을 지시하는 소련의 전략 핵전력에 포함되었다.
소련 공군은 병력이 분할될 당시, 보유 인원과 항공기 대수로는 세계 최대의 공군이었으며, 1990년까지 6079대에 달하는 다양한 유형의 항공기를 보유하고 있었다. 1991년 12월, 소련 붕괴의 결과로 소련 공군 병력은 러시아와 11개 독립 공화국 간에 분할되었으며, 발트해 연안에 있는 라트비아, 리투아니아, 에스토니아는 정치색을 띤 이유로 소련군의 분할에 참여하는 것을 거부하였다.